# 大輪田駅
大輪田駅（おおわだえき）は、奈良県北葛城郡河合町大字大輪田にある、近畿日本鉄道（近鉄）田原本線の駅。駅番号はI42。

## 歴史
- 1918年（大正7年）4月26日：大和鉄道新王寺 - 田原本（現在の西田原本）間開通時に開業[1]。
- 1948年（昭和23年）6月15日：標準軌に改軌、電化[1]。
- 1961年（昭和36年）10月1日：会社合併により信貴生駒電鉄の駅となる[1]。
- 1964年（昭和39年）10月1日：会社合併により近畿日本鉄道田原本線の駅となる[1]。
- 2007年（平成19年）4月1日：PiTaPa使用開始[2]。
- 2011年（平成23年）10月1日：終日無人駅化。

## 駅構造
島式1面2線のホームを持つ行違い可能な盛土高架駅。ホーム有効長は3両分。トイレはホーム上にある。（新王寺方）
王寺駅管理の無人駅（かつて改札口はホームから新王寺寄りの階段を降りた場所にあったが、駅無人化に伴い閉鎖）で、自動改札機は導入されておらず、PiTaPa・ICOCAは専用の簡易改札機による対応となっている。
佐味田川寄りに構内踏切が存在し、駅から出入りすることが可能である。ただし、改札やきっぷ売り場は存在しないため、新王寺寄りの階段を降りた場所まで行ってきっぷを買う必要がある。
当駅では昼間時に列車交換がある。なお、かつては新王寺 - 当駅間の区間列車もあり、現在でも車両の方向幕に「普通｜大輪田」の表示が残されている。

### のりば
| のりば | 路線       | 方向 | 行先         |
| ------ | ---------- | ---- | ------------ |
| 1      | I 田原本線 | 下り | 新王寺方面   |
| 2      | I 田原本線 | 上り | 西田原本方面 |

## 当駅乗降人員
近年における当駅の1日乗降人員の調査結果は以下の通り。
- 2023年11月7日：1,997人
- 2022年11月8日：2,062人
- 2021年11月9日：1,893人
- 2018年11月13日：2,264人
- 2015年11月10日：2,378人
- 2012年11月13日：2,428人
- 2010年11月9日：2,922人
- 2008年11月18日：2,900人
- 2005年11月8日：3,225人

## 利用状況
- 大輪田駅の利用状況の変遷を下表に示す。
  - 輸送実績（乗車人員）の単位は人であり、年度での総計値を示す[5]。年度間の比較に適したデータである。
  - 乗降人員調査結果は任意の1日における値（単位：人）である。調査日の天候・行事等の要因によって変動が大きいので年度間の比較には注意を要する。
  - 表中、最高値を赤色で、最高値を記録した年度以降の最低値を青色で、最高値を記録した年度以前の最低値を緑色で表記している。

| 年 度              | 当駅分輸送実績（乗車人員）：人／年度 | 当駅分輸送実績（乗車人員）：人／年度 | 当駅分輸送実績（乗車人員）：人／年度 | 当駅分輸送実績（乗車人員）：人／年度 | 乗降人員調査結果 人／日 | 乗降人員調査結果 人／日 | 特 記 事 項 |
| ------------------ | ------------------------------------ | ------------------------------------ | ------------------------------------ | ------------------------------------ | ----------------------- | ----------------------- | ----------- |
| 年 度              | 通勤定期                             | 通学定期                             | 定期外                               | 合 計                                | 調査日                  | 調査結果                | 特 記 事 項 |
| 1982年（昭和57年） |                                      | ←←←←                                 |                                      |                                      | 11月16日                | 3,319                   |             |
| 1983年（昭和58年） |                                      | ←←←←                                 |                                      |                                      | 11月8日                 | 3,231                   |             |
| 1984年（昭和59年） |                                      | ←←←←                                 |                                      |                                      | 11月6日                 | 3,031                   |             |
| 1985年（昭和60年） |                                      | ←←←←                                 |                                      |                                      | 11月12日                | 2,942                   |             |
| 1986年（昭和61年） |                                      | ←←←←                                 |                                      |                                      | 11月11日                | 3,094                   |             |
| 1987年（昭和62年） |                                      | ←←←←                                 |                                      |                                      | 11月10日                | 3,165                   |             |
| 1988年（昭和63年） |                                      | ←←←←                                 |                                      |                                      | 11月8日                 | 3,675                   |             |
| 1989年（平成元年） |                                      | ←←←←                                 |                                      |                                      | 11月14日                | 3,492                   |             |
| 1990年（平成2年）  |                                      | ←←←←                                 |                                      |                                      | 11月6日                 | 3,795                   |             |
| 1991年（平成3年）  |                                      | ←←←←                                 |                                      |                                      |                         |                         |             |
| 1992年（平成4年）  |                                      | ←←←←                                 |                                      |                                      | 11月10日                | 3,948                   |             |
| 1993年（平成5年）  |                                      | ←←←←                                 |                                      |                                      |                         |                         |             |
| 1994年（平成6年）  |                                      | ←←←←                                 |                                      |                                      |                         |                         |             |
| 1995年（平成7年）  |                                      | ←←←←                                 |                                      |                                      | 12月5日                 | 4,050                   |             |
| 1996年（平成8年）  |                                      | ←←←←                                 |                                      |                                      |                         |                         |             |
| 1997年（平成9年）  |                                      | ←←←←                                 |                                      |                                      |                         |                         |             |
| 1998年（平成10年） |                                      | ←←←←                                 |                                      |                                      |                         |                         |             |
| 1999年（平成11年） |                                      | ←←←←                                 |                                      |                                      |                         |                         |             |
| 2000年（平成12年） |                                      | ←←←←                                 |                                      |                                      |                         |                         |             |
| 2001年（平成13年） | 531,600                              | ←←←←                                 | 169,684                              | 701,284                              |                         |                         |             |
| 2002年（平成14年） | 512,340                              | ←←←←                                 | 163,164                              | 675,504                              |                         |                         |             |
| 2003年（平成15年） | 481,560                              | ←←←←                                 | 164,334                              | 645,894                              |                         |                         |             |
| 2004年（平成16年） | 458,340                              | ←←←←                                 | 164,145                              | 622,485                              |                         |                         |             |
| 2005年（平成17年） | 426,570                              | ←←←←                                 | 162,901                              | 589,471                              | 11月8日                 | 3,225                   |             |
| 2006年（平成18年） | 413,940                              | ←←←←                                 | 162,834                              | 576,774                              |                         |                         |             |
| 2007年（平成19年） | 392,700                              | ←←←←                                 | 164,446                              | 557,146                              |                         |                         |             |
| 2008年（平成20年） | 383,340                              | ←←←←                                 | 162,226                              | 545,566                              | 11月18日                | 2,900                   |             |
| 2009年（平成21年） | 367,470                              | ←←←←                                 | 156,069                              | 523,539                              |                         |                         |             |
| 2010年（平成22年） | 363,330                              | ←←←←                                 | 161,150                              | 524,480                              | 11月9日                 | 2,922                   |             |
| 2011年（平成23年） |                                      | ←←←←                                 |                                      |                                      |                         |                         |             |
| 2012年（平成24年） |                                      | ←←←←                                 |                                      |                                      | 11月13日                | 2,428                   |             |

## 駅周辺
- 大輪田簡易郵便局
- 西和警察署
- 西大和ニュータウン
- 西大和学園中学校・高等学校
- 大和大学白鳳短期大学部
- 社会福祉法人白鳳会西大和保育園
- イオン(旧サティ)西大和店 - 2021年7月31日閉店
- イオンシネマ(旧ワーナー・マイカル・シネマズ)西大和 - 2022年8月21日閉館[6]
- サンディ奈良上牧店
- セブン-イレブン近鉄大輪田駅前店

## バス路線
河合町巡回ワゴン「豆山すな丸号」
- 西ルート
- 北ルート

※ いずれの路線も1日5便の運行となっている。また、月曜と年末年始（12月28日～1月4日）は運休する。運賃は無料である。
奈良交通
※ 1日1便、朝ラッシュ時に北葛城郡上牧町の片岡台三丁目バス停を始発とする大輪田駅行きのものが存在する。（［9］系統）大輪田駅を始発とするバスは存在しない。駅から最寄りの、徒歩約5分のところにある中山台二丁目バス停を利用すればよい。

## 隣の駅
近畿日本鉄道
I 田原本線
佐味田川駅 (I41) - 大輪田駅 (I42) - 新王寺駅 (I43)